# Arianna Valcepina
Arianna Valcepina (Sondalo, 9 maggio 1994) è una pattinatrice di short track italiana.

## Biografia
Cresciuta sportivamente nella società valtellinese ASD Bormio Ghiaccio, è entrata nel giro della nazionale nel 2008. Attualmente gareggia per il gruppo sportivo delle Fiamme Gialle, si allena a Bormio. È sorella della pattinatrice Martina Valcepina.
Ha fatto parte della spedizione olimpica a Pechino 2022, dove ha vinto la medaglia d'argento nella staffetta 2000 m mista, con Arianna Fontana, Martina Valcepina, Pietro Sighel, Andrea Cassinelli e Yuri Confortola.
Agli europei di Danzica 2023 ha vinto la medaglia di bronzo nei 500 m, terminando alle spalle dell'olandese Suzanne Schulting e della polacca Natalia Maliszewska.
Ai mondiali di Seul 2023 ha conquistato la medaglia di bronzo nella staffetta 2000 m mista.

## Palmarès

### Olimpiadi
- 1 medaglia: 
  - 1 argento (staffetta 2000 m mista a Pechino 2022).

### Mondiali
- 3 medaglie:
  - 3 bronzi (staffetta 3000 m a Mosca 2015; staffetta 3000 m a Dordrecht 2021; staffetta 2000 m mista a Seul 2023).

### Europei
- 7 medaglie: 
  - 1 oro (staffetta 3000 m a Torino 2017);
  - 1 argento (staffetta 3000 m a Mladá Boleslav 2012);
  - 5 bronzi (staffetta 3000 m a Sochi 2016; staffetta 3000 m a Danzica 2021; 500 m, staffetta 3000 m e staffetta 2000 m mista a Danzica 2023).

### Mondiali junior
- 1 medaglia:
  - 1 oro (staffetta 3000 m a Courmayeur 2011).